# Gosselin de Lèves
Gosselin de Lèves, mort  le 3 février 1155, est un évêque de Chartres français du XIIe siècle, seigneur de Lèves.

## Biographie
Gosselin est archidiacre de Chartres et est élu évêque de Chartres en 1149. Il rétablit la paix entre les moines de Molitard et le curé de Moléans et met des chanoines réguliers dans l'abbaye de Saint-Chéron. C'est lui qui fit achever les bâtiments de l'abbaye Notre-Dame de Josaphat, dont Guillaume aux Blanches Mains de Champagne fit la dédicace le 9 juin 1169 sous le vocable de l'Assomption de la sainte Vierge et de saint Jean-Baptiste.
En 1152, il confirme le rattachement de l'église Saint-Pierre de Lanneray à l'abbaye de la Madeleine de Châteaudun.
Mort en 1155, il est enterré dans l'église de l'abbaye Notre-Dame de Josaphat de Lèves.